# Mollösund
Mollösund is een plaats in de gemeente Orust in het landschap Bohuslän en de provincie Västra Götalands län in Zweden. De plaats heeft 277 inwoners (2005) en een oppervlakte van 36 hectare.

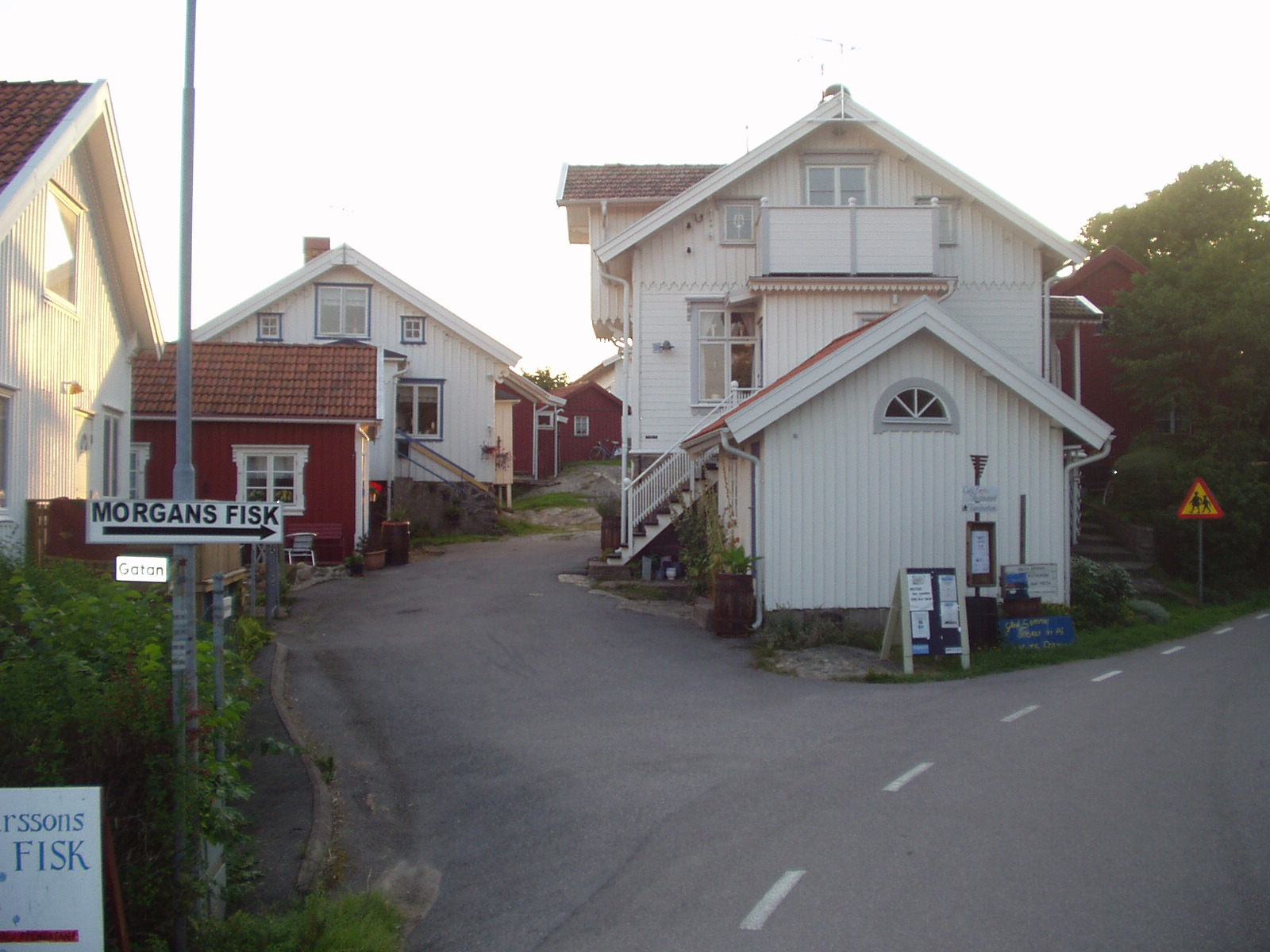
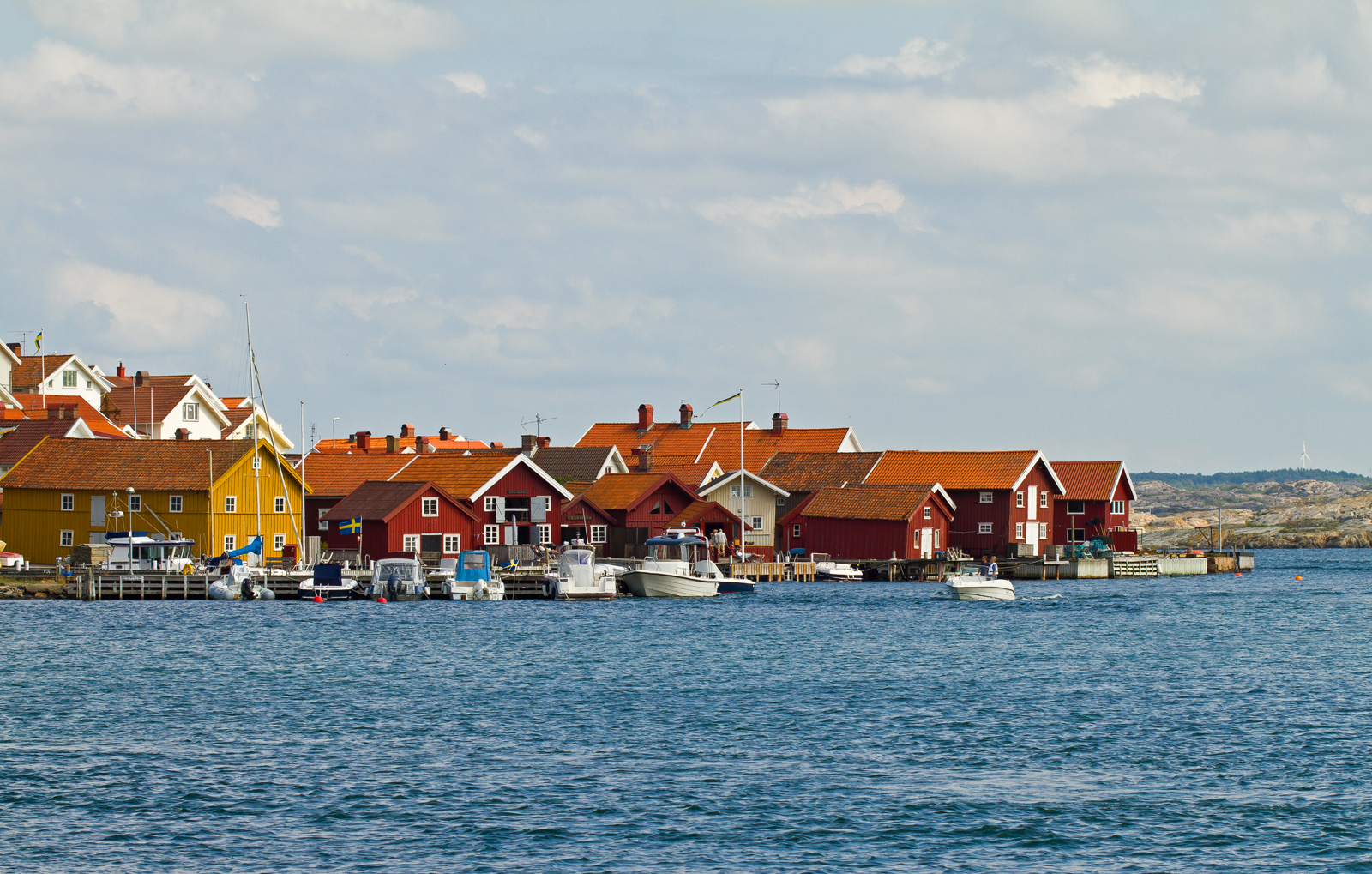